# Croatian Music Channel
Croatian Music Channel (pokrata CMC), hrvatski je glazbeni televizijski kanal.

## O CMC-u
Croatian Music Channel (Hrvatski glazbeni kanal) počeo je prikazivati program 1. lipnja 2005., koji uključuje sve stilove glazbe, s naglaskom na glazbu hrvatskoga podneblja.
Namjena programa je pobuđivanje zanimanja gledateljstva za hrvatskom glazbom, kao i različitim stilovima glazbe, od klasične glazbe, rocka, popa, šlagera, dječje, folklorne, klapske glazbe, tamburaških skupina i orkestara, pa do suvremene techno glazbe, kao što su dance, house te alternativna glazba. Cilj kanala nije samo promicanje hrvatske glazbene kulture i obavještavanje o događanjima na hrvatskoj glazbenoj sceni, već doprinos i njezinoj afirmaciji te stvaranje poticajnoga okruženja za daljnje stvaralaštvo.

## Osnivači
CMC je osnovala i pokrenula tvrtka Autor d.o.o., ujedno i većinski vlasnik vodeće hrvatske diskografske kuće Croatia Records. Osim što je diskografska kuća s najdužom tradicijom u Hrvatskoj, Croatia records raspolaže i najbogatijim fundusom cjelokupne hrvatske glazbe u svojoj fono- i videoteci.

## Prikazivanje
CMC prikazuje program na državnoj razini u zemaljskoj mreži, a prisutan je i na skoro svim kabelskim i IPTV mrežama u Hrvatskoj, Makedoniji, BiH, Srbiji, Crnu Gori i Sloveniji. Već u prvoj godini svoga prikazivanja CMC je osvojio nagradu satelitskoga pružatelja Hotbirda, za najbolji kanal u konkurenciji novih glazbenih kanala, a 2006. godine osvojio je drugo mjesto u kategoriji glazbenih televizija, kao i nagradu za poseban doprinos promicanju hrvatske glazbe u svijetu.  
CMC televizija 16. prosinca 2010. od Vijeća za elektroničke medije dobiva koncesiju za prikazivanje zemaljske televizije na nacionalnoj razini.

## Pokrivenost signalom
U multipleksu D (MUX D) OiV-a CMC se može pratiti na području cijele Hrvatske jer posjeduje koncesiju na državnoj razini. Pokrivenost multipleksa D (MUX D) je 90% teritorija Republike Hrvatske.

## Emisije
- CMC vijesti - Prikazuje se radnim danom u 19 sati te prikazuje glazbene vijesti. Unutar petnaest minuta emisije prikazuju se prilozi o novim albumima, najavljenim i održanim koncertima kao i promocija pjevača i novih spotova.
- Backstage - Glazbena emisija koja se prikazuje subotom u 21 sat. Donosi sve suvremene glazbene događaje i tjedne najave, razgovore, tematske priloge, izvještaje s koncerata, kritike albuma, osvrte i sve što može zanimati gledatelje koji žele pratiti glazbenu scenu.
- CMC Top 30 -  Nacionalna glazbena ljestvica koja se prikazuje jednom tjedno. Više od četrdeset radio postaja u Hrvatskoj svakoga tjedna šalje svoje ljestvice najboljih pjesama temeljene na glasovima slušatelja. Tim glasovima pridodaju se glasovi gledatelja CMC-a te se dobiva konačni poredak ljestvice. Svaki tjedan uz Top 30 ulaze i tri nova prijedloga.
- Portret - Prikazuje se nedjeljom u 20 sati. Riječ je o otvorenom i opširnijem razgovoru s glazbenikom, svojevrsnoj analizi njegove karijere, ali i važnih događaja iz privatnog života koji su na tu karijeru utjecali. Pitanja su u rasponu od sjećanja na djetinjstvo, promišljanja o ulozi roditelja, prvim glazbenim izazovima, prvim albumima i koncertima, pa sve do razmišljanja o glazbi koju ostavlja ovom svijetu.
- Top 40 domaće - Glazbena emisija koja prikazuje službenu listu diskografske prodaje albuma domaćih glazbenika.
- Top 40 strano - Glazbena emisija koja prikazuje službenu listu diskografske prodaje albuma stranih glazbenika.
- Koncert tjedna - Svake nedjelje u 21 sat prikazuje se snimka koncerta iz arhive programa.
- Moja pjesma - Emisija nastala s partnerom HDS Zampom, prikazuje kako je nastala pojedina pjesma te prikazuje govore samih autori i izvođači. Prikazuje se svaki dan u 12 sati.
- Café - Emisija koja se prikazuje iz kafića „Nova ploča” u Zagrebu u Bogovićevoj ulica broj 5. Svakog tjedna voditeljica ugošćuje najpoznatija imena domaće pop, rock, zabavne ili tradicionalne glazbe uz njihove atraktivne akustične nastupe pred slučajnim prolaznicima u Zagrebu.
- Zvijezda vikenda - Emisija koja se prikazuje nekoliko puta tijekom vikenda i u kratkim prilozima prikazuje poviše o autoru te uz popratni spot predstavlja hrvatske glazbenike.[1]
- Dalibor Petko show - Voditelj emisije Dalibor Petko ugošćuje poznate hrvatske glazbene zvijezde, a emitira se nedjeljom u 15 sati[2]

## Voditelji
- Ana Radišić - voditeljica emisije Café
- Duška Jurić - voditeljica domaće i strane liste Top 40
- Ecija Ivušić - voditeljica emisije Backstage
- Dalibor Petko - voditelj emisije Dalibor Petko show

## Ostali projekti CMC Televizije
CMC televizija je osnivač Jugoton TV-a, glazbenog kanala koji prikazuje najveće tzv. »retro hitove« iz država SFRJ, zahvaljujući najvećoj fonoteci Croatia Recordsa. Osim starijih uspješnica, prikazuje i novije rock i pop pjesme.
CMC televizija pokretač je i revijalnoga festivala hrvatske glazbe, CMC festivala, koji već sedam godina uživa status jednog od najvažnijih glazbenih događaja u godini. Prikazuje se uživo u programu CMC Televizije tijekom lipnja svake godine.
Osim festivala u Vodicama, CMC krajem kolovoza organizira i CMC 200 Slavonija fest u Slavonskom Brodu. Ovaj festival pop i rock glazbe održava se u Tvrđavi Brod.

## Vanjske poveznice
- Službena stranica
- Facebook stranica
- Youtube kanal
- Prijenos uživo  Arhivirana inačica izvorne stranice od 11. kolovoza 2011. (Wayback Machine)